# Torre Rise
La Torre Rise (« tour Rise » en espagnol) est un gratte-ciel à usage mixte en cours de construction à Monterrey, au Mexique. D'une hauteur de 475 mètres, il vise à devenir l'un des plus hauts bâtiments du continent américain une fois achevé.